# Davis Elkins
Davis Elkins (Washington, 1876. január 24. – Richmond, 1959. január 5.) az Amerikai Egyesült Államok szenátora (Nyugat-Virginia, 1911 és 1919–1925).